# Водянов, Михаил Юрьевич
Михаил Юрьевич Водянов (род. 17 июня 1957) — российский политический деятель. Член Совета Федерации Федерального Собрания Российской Федерации от Коми-Пермяцкого автономного округа.

## Биография
Образование высшее, закончил Пермский государственный медицинский институт по специальности лечебное дело.
Главный врач Коми-Пермяцкого окружного наркологического диспансера, г. Кудымкар.

### Совет Федерации
Депутат Совета Федерации Федерального Собрания Российской Федерации первого созыва от Коми-Пермяцкого автономного округа с января 1994 по январь 1996, избран 12 декабря 1993 по Коми-Пермяцкому двухмандатному избирательному округу № 81.